# 旬阳市各级文物保护单位列表
以下为陕西省安康市旬阳市各级文物保护单位列表。

## 陕西省文物保护单位
- 孟达墓
- 旬阳县文庙
- 旬阳县千佛洞石窟
- 黄州会馆
- 旬阳县西城门
- 杨泗庙（旬阳船帮会馆）
- 旬阳红军墓
- 武家后湾遗址
- 蜀河城墙
- 旬阳东宝塔
- 旬阳杨氏民居
- 旬阳孙氏民居
- 蜀河清真寺